# Австралия и Океания
Австра́лия и Океа́ния — часть света, состоящая из материка Австралия, островов, прилегающих к Австралии, и островов, входящих в Океанию. Общая площадь Австралии и Океании составляет 8,51 млн. км². Население — 43 млн чел. (9 сентября 2021 года) (0,6 % населения Земли).
При разделении всей суши на части света Океания объединяется с Австралией в часть света «Австралия и Океания». В англоязычных странах часть света «Австралия и Океания» называется просто «Oceania». С другой стороны, нередко понятие «Oceania» совпадает по смыслу с русским «Океания».

## Определение понятия
Океания в наиболее широком понимании термина включает в себя все острова между Азией и Америкой. В большинстве случаев, однако, из этого списка исключаются Японские острова, архипелаг Рюкю, Курильские и Алеутские острова, а наиболее распространённая трактовка термина исключает также Индонезию, Филиппины и Тайвань, поскольку народы и культуры этих островов исторически тесно связаны с континентальной Азией. Даже в этом ограниченном понимании в Океанию входит свыше 10 тысяч островов, включая Новую Гвинею и Новую Зеландию. Океания в этом значении термина традиционно подразделяется на 4 региона — Австралазию (Австралия и Новая Зеландия), Меланезию, Микронезию и Полинезию.

## Географическое положение

### Австралия
Основная статья: Австралия (материк)
Австралия полностью расположена в Южном и Восточном полушариях. Почти посередине её пересекает Южный тропик. Австралия — материк обособленный, удалённый от других континентов. Именно это определило уникальность её природы. Основные торговые пути проходят в стороне от материка, что затрудняет развитие экономических связей.
Площадь Австралии составляет 7,6 млн км². Берега материка слабо изрезаны. На севере в сушу вдается залив Карпентария, на юге — Большой Австралийский залив. Северную окраину материка образует полуостров Кейп-Йорк. У юго-восточных берегов находится остров Тасмания, у северо-восточных — один из крупнейших островов Океании — остров Новая Гвинея, отделённый от Австралии Торресовым проливом.

### Океания
Основная статья: Океания
Группы островов и архипелаги западной и центральной части Тихого океана объединены в географическую область под общим названием Океания. Площадь суши островной части Океании, включающей Новую Гвинею и Новую Зеландию, но не Австралию, составляет 822 800 км². Исторически сложилось деление всех островов на четыре этнографо-географические области: Полинезия (о-ва Тонга, Самоа, Кука, Гавайские, о. Пасхи и др.), Меланезия (о. Новая Гвинея, архипелаг Бисмарка, Соломоновы острова и др.), Микронезия (Маршалловы, Марианские острова и др.), Новая Зеландия. Большая часть островов Океании сосредоточена в экваториальном поясе между 10° ю. ш. и 20° с. ш.
Большой вклад в изучение природы и населения Океании внес видный русский ученый Николай Миклухо-Маклай. Он изучал быт народов острова Новая Гвинея, оставил описания природы прибрежных территорий. Его научные исследования были связаны с его убеждением в необходимости защиты отсталых и угнетённых народов. В самом конце XIX в. на Гавайских островах жил и работал, был президентом Сената уроженец Могилёвской губернии Судзиловский Николай Константинович.

## История

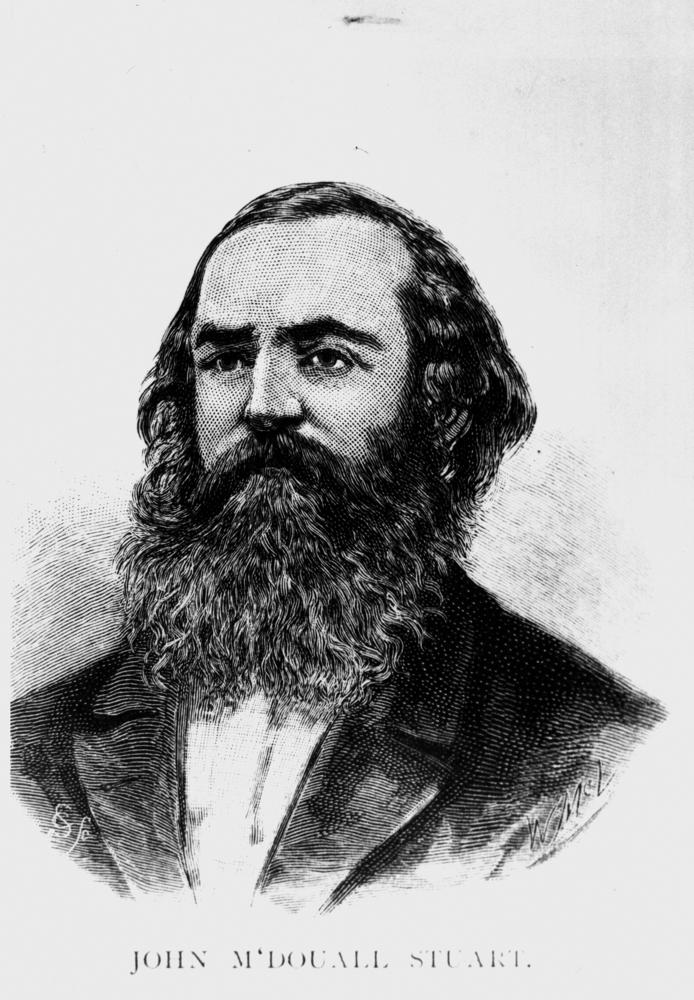
Джон Стюарт

### Открытие и изучение Австралии
Голландский мореплаватель Виллем Янсзон в 1606 году первым из европейцев достиг берегов Австралии. В период Великих географических открытий голландец Абель Тасман исследовал северные и северо-западные берега Австралии. В XVIII веке англичанин Джеймс Кук повторно «открыл» Австралию и острова Новая Зеландия и объявил их колониями Англии. Интересен тот факт, что несколько десятилетий в Австралию из Англии высылали осуждённых за разные преступления, которые осваивали новые территории, занимаясь добычей полезных ископаемых и животноводством.
В 1840 году овцевод Эдуард Эйр намеревался исследовать пространство между хребтом Флиндрес и западным берегом (район города Перт) в Южной Австралии. В глубь материка Эйр пройти не смог, а исследовал лишь южное побережье. Однако даже после таких открытий в честь него было названо крупнейшее озеро на материке. За время четырёхмесячного путешествия Эйр преодолел свыше 2000 км.
Центральные пустыни исследовали англичане Роберт Берк и Джон Стюарт. К концу XIX века исследование внутренних частей Австралии было в основном завершено.

## География

### Расположение
Австралия и Океания расположены в южной части планеты и омываются: с запада — Индийским океаном, с востока — Тихим. В состав этих океанов, омываемых часть света, входят моря: Коралловое, Тасманово, Фиджи, Арафурское и Тиморское моря.
Материку принадлежат крупные острова, такие как: о. Новая Гвинея, О. Северный и Южный, Соломоновы острова, остров Тасмания и др.
Крайние точки:
- Мыс Норт-Уэст-Кейп
- Мыс Стип-Пойнт
- Мыс Саут-Ист-Кейл
- Мыс Саут-Ист-Пойнт
- Мыс Байрон

### Рельеф
На сайте Национального географического общества США предлагается классификация островов, входящих в состав Океании, на основании геологических различий. Согласно этому принципу, различаются континентальные, высокие и низкие острова. К континентальным островам в этом случае относятся Австралия, Новая Зеландия и Новая Гвинея, представлявшие собой часть более крупных материковых масс до того как тектонические изменения и повышение уровня моря их разделили. Для континентальных островов характерно разнообразие рельефа, во всех трёх случаях включающего горные цепи складчатого происхождения, возникшие в результате выдавливания пород наверх при столкновении литосферных плит. Продолжающаяся тектоническая активность в Новой Зеландии и Новой Гвинее выражается в наличии действующих вулканов. В то же время господствующие процессы, формировавшие континентальные острова, существенно различались, что привело к значительным отличиям в рельефе. Такой отличительной чертой для Австралии является Аутбэк — обширный регион пустынь и полупустынь на равнинах в её центральной части; для Новой Зеландии — ледники, наличие которых обусловлено большими высотами и господствующими влажными и холодными ветрами; и для Новой Гвинеи, где значительная высота над уровнем моря сочетается с близостью к экватору и влажными тропическими ветрами, — высокогорные вечнозелёные тропические леса.
Высокие, или вулканические, острова Океании возникли в результате извержений подводных вулканов, при которых извергаемая магма охлаждалась океанской водой и затвердевала. Такая активность, продолжающаяся на протяжении долгого времени, приводит к формированию островов, в центре которых расположена гора с крутыми склонами, от которой к береговой линии расходятся гребни и ущелья. Значительная концентрация высоких островов характерна для Меланезии в той её части, которая совпадает с контуром Тихоокеанского огненного кольца — цепи подводных вулканов — на стыке Тихоокеанской и Австралийской плит. Важные вулканы Меланезии — Томаниви (Фиджи), Ламингтон (Новая Гвинея) и Ясур (Вануату).
Основу низких, или коралловых, островов, составляет толща скелетов кораллов. В силу происхождения эти острова зачастую едва поднимаются над уровнем моря и часто имеют форму прерывистой полукруглой цепи мелких островков (атолла) вокруг центральной лагуны. Такая форма возникает, когда коралловый риф формируется вокруг поднятия суши вулканического происхождения, а в дальнейшем эта суша подвергается эрозии, оставляя на своём месте впадину, которую заполняет морская вода. Характерным примером может служить атолл Кваджалейн (Маршалловы Острова), состоящий из 97 островков разной площади, окружающих одну из самых больших в мире лагун; суммарная площадь их суши и внутренней лагуны составляет 2173 км². Низкие острова преобладают в Микронезии и Полинезии.
На территории Австралии существует несколько горных цепей, самый известный из которых — Большой Водораздельный хребет, однако существуют и такие цепи, как горы Кимберли (высшая точка г. Орд (937 м)) и плато Беркли[уточнить]. Высшей точкой материка является гора Вильгельм в Папуа-Новой Гвинее.
Крупнейшие горы Океании
- гора Вильгельм (4509 м)
- гора Мауна-Кеа (4205 м)
- вулкан Мауна-Лоа (4169 м)
- гора Кука (3764 м)
- вулкан Руапеху (2797 м)
- вулкан Улавун (2300 м)
- гора Косцюшко (2228 м)
- гора Либиг (1440 м)
- гора Мехарри (1251 м)
- гора Блафф-Нолл (1096 м)
- гора Орд (937 м)

Известность Океании даёт глубочайшая отметка мира — Марианский жёлоб (10 994 м). Помимо его, на территории есть и два других не менее глубоких жёлоба. Это жёлоб Тонга (10 882 м) и жёлоб Кермадек (10 047 м). На суше глубокой отметкой стало солёное озеро Эйр-Норт, глубиной до −16 метров.

### Климат
Климат на разных островах и в государствах разнообразный. В центральной Австралии выпадение осадков менее 250 мм в год, а преобладающие температуры — +7°С до +47°С. В северной части Австралии (город Дарвин) преобладают температуры от +10°С до +41°С и выпадание осадков от 2000 мм и больше. Самая большая норма выпадения осадков расположена на севере Папуа-Новой Гвинеи и достигает более 3000 мм, когда как температуры здесь преобладают от +18 до +24°С.
| Город        | Абсолютный минимум и абсолютный максимум (°С) | Абсолютный минимум и абсолютный максимум (°С) | Среднегодовое количество осадков (мм) |
| Город        | Минимум                                       | Максимум                                      | Среднегодовое количество осадков (мм) |
| ------------ | --------------------------------------------- | --------------------------------------------- | ------------------------------------- |
| Алис-Спрингс | +7                                            | +47                                           | 250 — 300                             |
| Веллингтон   | -2                                            | +31                                           | 500 — 1000                            |
| Дарвин       | +10                                           | +41                                           | 2000 — 3000                           |
| Онслоу       | -3                                            | +48                                           | 250 — 500                             |
| Порт-Морсби  | +18                                           | +37                                           | 2000 — 3000 и выше                    |
| Сидней       | +2                                            | +45                                           | 1000 — 3000                           |
| Хобарт       | -2                                            | +41                                           | 1000 — 2000 и выше                    |

### Природные зоны
Всего климатических поясов, охватывающих Австралию и Океанию 5: Экваториальный, Субэкваториальный, Тропический (в большей степени), Субтропический и Умеренный (юг острова Тасмания).
| Климатический пояс | Область                   | Природная зона                                | Область распространения                                                                                          |
| ------------------ | ------------------------- | --------------------------------------------- | --- |
| Экваториальный     | —                         | Влажные экваториальные леса                   | Север Папуа-Новой Гвинеи и Соломоновых островов                                                                  |
| Субэкваториальный  | —                         | Влажные экваториальные леса                   | Юг и Центральная Папуа-Новая Гвинея, Соломоновы острова, Северо-восточная Австралия                              |
| Субэкваториальный  | —                         | Саванны и редколесья                          | Север Австралии                                                                                                  |
| Субэкваториальный  | —                         | Полупустыни и пустыни                         | Центральная Австралия (район Большой песчаной пустыни)                                                           |
| Тропический        | Влажный                   | Влажные экваториальные леса                   | Острова Санта-Крус, Новые Гебриды, Фиджи, Тувалу, Феникс, Самоа, Тонга, остров Новая Каледония, Восток Австралии |
| Тропический        | Влажный                   | Муссонные леса                                | Восток Австралии, Север Новой Зеландии                                                                           |
| Тропический        | Пустынный                 | Полупустыни и пустыни                         | Центральная и Западная Австралия                                                                                 |
| Тропический        | Пустынный                 | Саванны и редколесья                          | Восток и Юго-Запад Австралии                                                                                     |
| Субтропический     | Средиземноморский         | Саванны и редколесья                          | Юг Австралии |
| Субтропический     | Средиземноморский         | Жестколистные вечнозелёные леса, и кустарники | Юг Австралии |
| Субтропический     | Средиземноморский         | Саванны и редколесья                          | Юг Австралии |
| Субтропический     | Континентальный           | Полупустыни и пустыни                         | Южная Австралия                                                                                                  |
| Субтропический     | С равномерным увлажнением | Саванны и редколесья                          | Южная Австралия                                                                                                  |
| Субтропический     | С равномерным увлажнением | Жестколистные вечнозелёные леса и кустарники  | Юг и Восток Австралии, Север Тасмании                                                                            |
| Субтропический     | С равномерным увлажнением | Муссонные леса                                | Восток Австралии и Запад Новой Зеландии                                                                          |
| Субтропический     | С равномерным увлажнением | Смешанные леса                                | Северная Тасмания и Центральная Новая Зеландия                                                                   |
| Умеренный          | Морской                   | Смешанные леса                                | Центральная и Южная Тасмания, Южная Новая Зеландия                                                               |

### Гидрография
Основная статья: Реки Австралии
В Австралии больше количество рек, однако большая часть из них пересыхающие. Крупная из них — Дарлинг и Муррей. К Австралийскому континенту прилегают крупные заливы: Карпентария и Большой Австралийский залив.

## Флора и фауна
Многие растения и животные Океании родом из Южной Азии, откуда попали на современные острова в последнюю ледниковую эпоху, когда понизившийся уровень Мирового океана обеспечил возможность перехода по суше. Семена растений также переносились ветром, морскими течениями и птицами. После того как уровень моря снова поднялся, организмы продолжали эволюционировать на отдельных островах или группах островов, формируя эндемичные виды, далёкие от общего предка. Количество эндемичных видов Австралии и Океании значительно превосходит аналогичные показатели для других частей света. Среди важных цветковых растений Австралии и Океании — жакаранда, гибискус, похутукава, kowhai (эндемичные виды софоры), хлебное дерево, эвкалипт и баньян.
В животном мире Океании центральное место занимают птицы благодаря своей способности совершать перелёты между островами; в общей сложности в Океании насчитывается более 110 эндемичных видов птиц. В это число входят и реликтовые нелетающие птицы Австралии, Новой Гвинеи и Новой Зеландии — казуары, эму, киви, пастушок-уэка и такахе. Среди других животных широко представлены ящерицы и летучие мыши (в частности, в Океании известно более 100 видов крылановых). Австралия и Океания — единственный регион мира, где сохранились представители однопроходных — яйцекладущих млекопитающих. Сохранившиеся виды этого отряда (четыре вида ехидн и один вид утконосов) обитают только в Австралии и Новой Гвинее. Прочие дикие млекопитающие в основном представлены сумчатыми; из всех известных современных видов сумчатых в мире 70 % приходятся на Океанию, остальные сосредоточены в Южной Америке. Благодаря отсутствию крупных хищников сумчатые Океании вырастают до размеров, недоступных их американским сородичам — так, большой рыжий кенгуру достигает роста 2 м и весит до 100 кг.
Океания лежит в трёх разных морских экорегионах — Умеренном австралазийском (моря, омывающие южную часть Австралии и Новую Зеландию), Центральном индо-тихоокеанском (северное побережье Австралии, Папуа — Новая Гвинея, Соломоновы острова, Вануату, Новая Каледония, Фиджи и Тонга) и Восточном индо-тихоокеанском (центральная область Тихого океана от Маршалловых островов до центральной и юго-восточной Полинезии). Умеренный австралазийский регион характеризуется холодными, богатыми на питательные вещества водами, поддерживающими большие поголовье рыбы и морских птиц (несколько видов альбатросов и буревестников, а также австралийская олуша и хохлатый пингвин). В двух других регионах обитают кораллы, в Центральном индо-тихоокеанском регионе образовавшие гигантские формации — Большой Барьерный риф и Барьерный риф Новой Каледонии. Барьерные рифы служат основой для высокого биоразнообразия. Так, у Большого барьерного рифа обитают около 30 видов китов и дельфинов, 6 видов морских черепах, 215 видов птиц и более 1500 видов рыб, а у Барьерного рифа Новой Каледонии — не менее 1000 видов рыб в дополнение к 600 видам губок, 5500 видам моллюсков и 5000 видам ракообразных.

## Народы и плотность населения

### Народы
Всю Западную и Восточную Австралию занимают Англоавстралийцы, поселившиеся ещё при колонизации Австралийского континента. Весь остров Новая Гвинея, присоединённый к Океании, занимают папуасские народы (в том числе и на Соломоновых островах и островах Санта-Крус). Центральная Австралия населена коренными Австралийцами-аборигенами, для которых были созданы резервации. Новую Зеландию заселяют Англоновозеланды, а также на таких островах, как Чатем и др.
Колониальные земли (например остров Новая Каледония) занимают французы, а острова Питкэрн, что на юге части света, заселяют смешанные с коренными племенами англичане.

### Плотность населения
Большая часть населения Австралии живёт на востоке и юго-западе континента, где плотность населения колеблется от 1 до 10 чел./км². Вблизи крупнейших городов плотность колеблется от 10 до 50 чел./км². Напротив, в Папуа-Новой Гвинее, несмотря на горный рельеф, наблюдается плотность населения 10-50 человек на квадратный километр. Столица государства, Порт-Морсби, не имеет большого населения и не выделяется на общем фоне. Похожая ситуация в Новой Зеландии, где крупнейшим городом является не столица Веллингтон, а Окленд. Из островных государств Океании самое густонаселённое — это Фиджи (10 — 40 чел./км²).

### Крупнейшие города
| Город    | Страна         | Население (оценка по 2011 году) (млн. чел.) |
| -------- | -------------- | ------------------------------------------- |
| Сидней   | Австралия      | 4,1                                         |
| Мельбурн | Австралия      | 3,9                                         |
| Брисбен  | Австралия      | 2,1                                         |
| Перт     | Австралия      | 1,7                                         |
| Окленд   | Новая Зеландия | 1,4                                         |
| Аделаида | Австралия      | 1,2                                         |

## Страны
| Страна               | Площадь, км² | Население, чел. | Столица      |
| -------------------- | ------------ | --------------- | ------------ |
| Австралия            | 7 692 024    | 21 050 000      | Канберра     |
| Вануату              | 12 190       | 196 178         | Порт-Вила    |
| Кирибати             | 811          | 96 335          | Южная Тарава |
| Маршалловы Острова   | 181          | 73 630          | Маджуро      |
| Микронезия           | 702          | 135 869         | Паликир      |
| Науру                | 21           | 12 329          | Ярен         |
| Новая Зеландия       | 268 680      | 4 108 037       | Веллингтон   |
| Палау                | 458          | 19 409          | Нгерулмуд    |
| Папуа — Новая Гвинея | 462 840      | 5 172 033       | Порт-Морсби  |
| Самоа                | 2 935        | 178 631         | Апиа         |
| Соломоновы Острова   | 28 450       | 494 786         | Хониара      |
| Тонга                | 748          | 106 137         | Нукуалофа    |
| Тувалу               | 26           | 11 146          | Фунафути     |
| Фиджи                | 18 274       | 856 346         | Сува         |

## Природные ресурсы
Большинство островов Океании бедны на полезные ископаемые. Исключение составляют Новая Каледония — пятый в мире производитель никеля, чьи резервы составляют около 10 % общемировых запасов этого металла, — и Фиджи, в экспорте которых второе место после тростникового сахара занимает золото. Новая Гвинея обладает значительными запасами полезных ископаемых. Горнодобывающая промышленность — один из основных работодателей Папуа — Новой Гвинеи, экспортирующей золото, медь и нефть. В территориальных водах страны начата добыча полезных ископаемых с глубины более мили ниже уровня дна. Вокруг Австралии и Новой Зеландии также имеется ряд нефтегазовых месторождений, но эти страны потребляют больше нефти, чем добывают сами.
На континентальных островах Океании (включая Австралию) существуют значительные ресурсы для лесозаготовительной и деревообрабатывающей промышленности. Так, в Австралии эти области экономики в 2008 году принесли выручку в размере 1,7 млрд долларов. В этой стране основными продуктами производства являются пиленый лес, деревянные панели и бумага. Лесозаготовки играют важную роль также в экономике Папуа — Новой Гвинеи, экспортирующей палисандр, древесину эвкалипта и сосны.